# Сагановский, Богуслав
Богуслав Сагановский (пол. Bogusław Saganowski; род. 6 марта 1977, Лодзь) — польский игрок в пляжный футбол, член национальной сборной. Также игрок в футзал. Брат Марека Сагановского.

## Биография
Родился 6 марта 1977 года в Лодзи.
Богуслав, как и его младший брат Марек, игрок в «большой» футбол, начали играть в детском возрасте. В течение сезона 2005/2006 играл в футзальном клубе из Калиша, после чего стал игроком в пляжный футбол. Сагановский стал играть за клуб Грембах и польскую сборную по пляжному футболу, став символом этих команд.
По причине низкой зарплаты профессиональных игроков в клубах Польши, футболисту пришлось играть за границей, а именно в Италии и на Украине. Там он добился успехов, стал финалистом Кубка Украины и чемпионатов Украины и Италии. Также он играл в Португалии, где со Спортингом он является вице-чемпионом мира в 2011 году.
Сагановский признан лучшим игроком Евролиги по пляжному футболу 2013 года в Украине, лучшим бомбардиром отборочного турнира к чемпионату мира 2013 года (13 голов). Сагановский также играл в турнире Звёзд Европы 2007 года в команде Эрика Кантона.

### Международная карьера
Богуслав Сагановский впервые играл на чемпионате мира по пляжному футболу в 2006 году. Сборная Польши завершила турнир после группового этапа, при этом Сагановский забил второй год в ворота сборной Бразилии. Игра завершилась со счётом 2:9.
В 2016 году в итальянском городе Езоло сборная Польши участвовала в отборочном турнире к чемпионату миру 2017 года на Багамах. Поляки попали в группу с Россией, Украиной и Швейцарией, одержав во всех играх победу, благодаря чему его сборная во второй раз в истории попала на чемпионат мира. При этом, Сагановский вернулся в сборную после перерыва, связанного с личными физическими проблемами, из-за которых двумя годами ранее он вовсе планировал завершить карьеру. Несмотря на поражение во всех трёх матчах, Сагановский сумел отличиться в двух играх четырьмя голами, дважды оформив дубль (в матчах против Японии и Бразилии).

### Личная жизнь
Будучи поклонником французского футболиста Эрика Кантона, Богуслав Сагановский назвал своего сына Эриком. Хотя Сагановский играет в пляжном футболе — менее популярном, чем «большой», он является профессиональным игроком. В то же время клубной зарплаты не хватает для содержания семьи, в результате чего он одновременно работает кладовщиком в одной из маркетинговых компаний Лодзи.